# 2-4-0

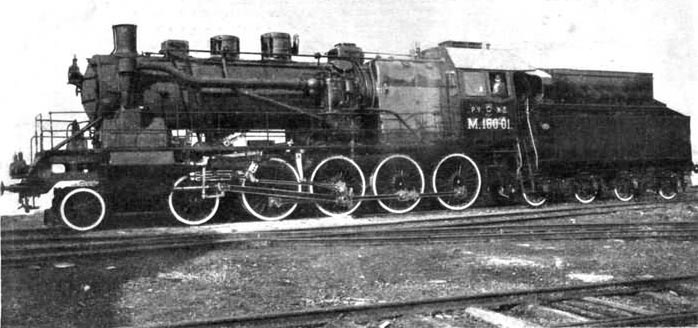
Радянський паровоз серії М тип 2-4-0

Тип 2-4-0 — паровоз з чотирма рушійними осями в одній жорсткій рамі і з двома бігунковими осями.
Інші варіанти запису:
- Американський — 4-8-0
- Французький — 240
- Німецький — 2D

## Види паровозів 2-4-0
Радянський паровоз серії М.